# Grandrieu
Grandrieu är en kommun i departementet Lozère i regionen Occitanien i södra Frankrike. Kommunen ligger i kantonen Grandrieu som tillhör arrondissementet Mende. År 2022 hade Grandrieu 742 invånare.

## Befolkningsutveckling
Antalet invånare i kommunen Grandrieu
| Referens: INSEE |